# Hovertank 3D
Hovertank 3D est un jeu vidéo de tir à la première personne sorti en 1991 pour DOS. Il a été développé par les fondateurs d'Id Software qui travaillaient alors pour Softdisk.
Le jeu utilise la même technologie que celle utilisée dans Catacomb 3D ou Wolfenstein 3D, mais les murs de Hovertank 3D ne possèdent pas de texture et sont ainsi recouverts d'une couleur unie.

## Synopsis
L'action se déroule durant une guerre nucleaire, le joueur incarne Brick Sledge, un mercenaire engagé par une organisation inconnue et dont le but est de sauver des gens dont la ville sont la cible d'une attaque nucléaire. Ces villes sont également pleines de mutants et de gardes armés que le joueur devra éliminer.